# Dehn (baltisches Adelsgeschlecht)

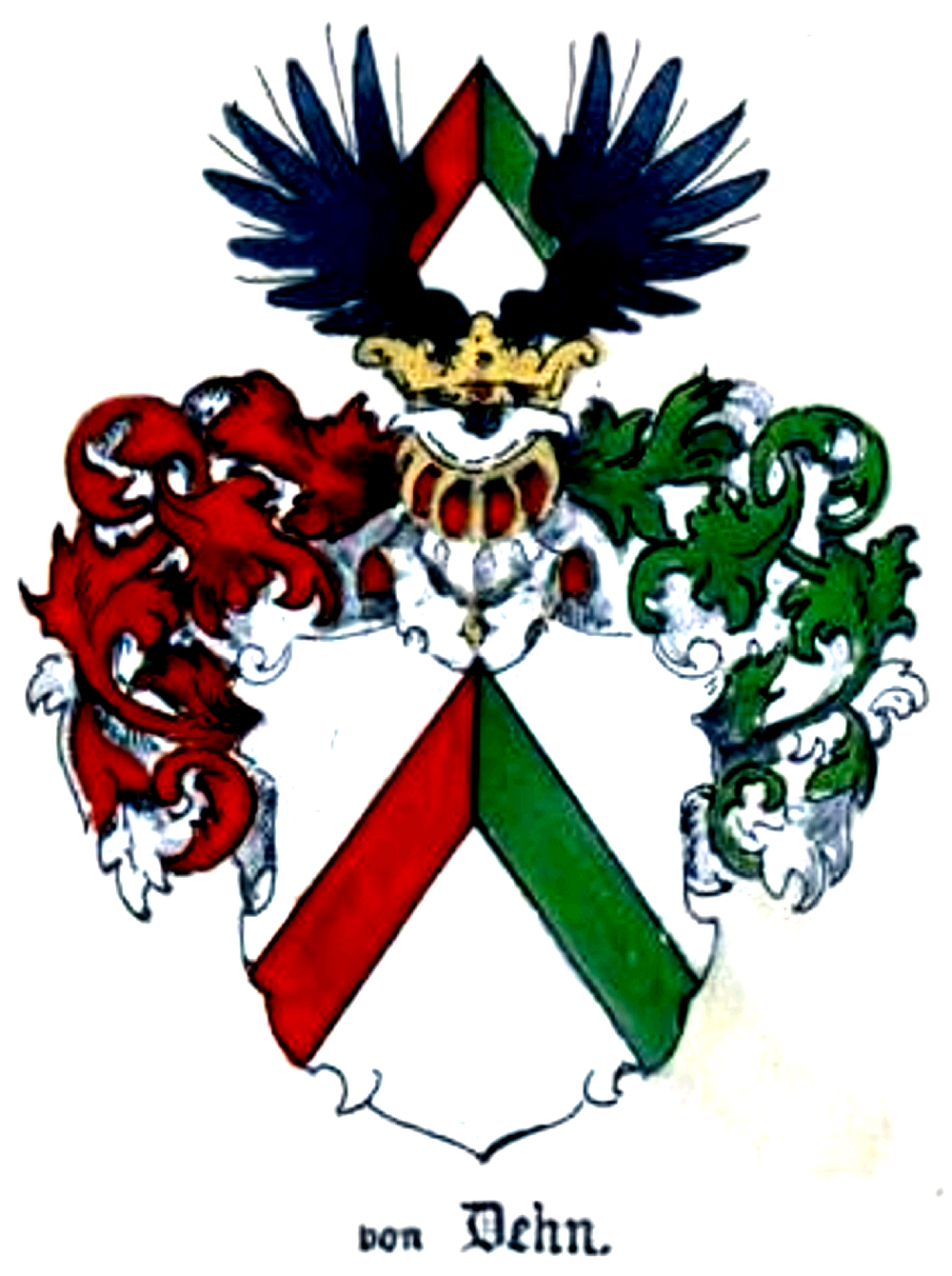
Wappen derer von Dehn

Dehn ist der Familienname eines deutsch-baltischen Adelsgeschlechts, dessen urkundlicher Nachweis im Jahre 1635 mit Arnold Dehn begann und dessen Herkunftsort mit Rostock angegeben wurde. Neben mehreren Personen und weiteren Adelsgeschlechtern gleichen Namens ist dieser der Stammvater des deutsch-baltischen Adelsgeschlechts.

## Geschichte
Am 25. Oktober 1635 wurde in der Academia Gustaviana in Dorpat der Arnoldus Deene, Rostochiensis immatrikuliert. In der Rostocker Universitäts-Matrikel vom 1. Mai 1631 wird er ebenfalls als Arnoldus Dehne, Rostochiensis geführt. Die von Arnold Dehn abstammende Familien führte das oben gezeigte Wappen, welches auch in weiteren Wappen verwendet worden ist.
Am 23. Januar 1657 erfolgte im Sterberegister der St.-Nikolai-Kirche in Reval der Eintrag eines Arnoldus Dehne (um 1610 – 1657), Kornkastenschreiber und Kirchenvorsänger. Dieser ist jener, der urkundenmäßig der nachgewiesene Stammvater der in Estland und Livland vorhandenen Familie von Dehn ist.

## Genealogische Stammfolge
Mit Arnold Dehn gründete sich der Hauptstamm im Baltikum und setzte sich in direkter Nachfolge mit Elias Dehn in einen livländischen und einen estländischen Stamm fort. Aus diesen gründeten sich die Häuser Selliküll (I.), Emmomäggi (II.), Weltz (III.), Raggafer (IV.), Kickel (V.) und Kono (VI.).

## Stammliste (Auszug)
Arnold Dehn (Daehn) (* um 1610; begraben 1657 in Reval), studierte in Rostock und 1635 in Dorpat, Kirchenvorsänger, Kornkastenschreiber zu St. Nikolai in Reval ⚭ vermutlich mit einer geborenen Bunninghuisen
- Heinrich Dehn (begraben 1684 in Reval), Kaufmann, Mitglied der Großen Gilde, 1678 Hafenmeister ⚭ Anna Sophia Wachtel
  - Arnold Dehn (1671–1723 in Reval), Ältermann der Großen Gilde ⚭ 1. 1697 Anna Elisabeth von Kohsen († 1705), 2. 1705 Anna von Glehn († 1716), 3. 1718 Gertrude Katharina Meyer (1703–1760)
    - (aus der 1. Ehe) Arnold (1712–1798), Herr auf Fall, Reichsherr und Justizrat, 1762 Erhebung in den russischen Adelsstand ⚭ 1740 Charlotte Clayhills (1721–1787)
      - Friedrich von Dehn (1757–1833), Gründer des I. Hauses Selliküll

    - (aus der 2. Ehe) Elias Dehn (1719–1759), Wortführer der Großen Gilde ⚭ 1751 Anna Christine zur Mühlen (1731–1778)
      - Eberhard Dehn (1753–1828), Rittmeister der Schwarzhäupter, 1789 Erhebung in den Russischen Adel, Gründer der Linie Livland ⚭ 1796 Elisabeth Spint (1771–1815)

    - (aus der 3. Ehe) Joachim (1722–1796), Bürgermeister[4], 1788 Aufnahme in den Reichsadel Wien ⚭ 1. Gertruda Sophia Clayhills (1730–1756), 2. 1759 Maria Haecks (1741–1801)
      - (aus der 2. Ehe) Joachim von Dehn (1767–1818), Herr auf Weltz ⚭ 1795 Ulrike Charlotte Jencken (1779–1853)
        - Joachim Hermann von Dehn (1796–1861), Gründer des II. Hauses Emmomäggi
        - August Johann von Dehn (1801–1879), Gründer des III. Hauses Weltz
        - Alexander von Dehn (1805–1879), Gründer des IV. Hauses Raggafer
        - Georg Gotthard von Dehn (1812–1856) Gründer des V. Hauses Kieckel, kais. russ. Rittmeister; ⚭ Marie Rauch a. russ. Erbadel (1822–1897)
          - Georg Joachim von Dehn (1844–1893) Haus Kieckel, kais. russ. Oberst; ⚭ Alexandra Gomello (1859–1920)
            - Georg Joachim von Dehn (1878–1932) Haus Kieckel, kais. russ. Oberst d. Garde; ⚭ I. Tamara Shdanow (* 1882), gesch. 1919

          - Alexander Adolf von Dehn (1845–1895) auf Kieckel, Fabrikdirektor i. Reval
          - Heinrich von Dehn (1851–1919) auf Kieckel; ⚭ Sophie von Kotzebue (1870–1946)
            - Nikolai von Dehn (1903–1969) auf Kieckel; ⚭ Bea Zanetti
            - Madeleine (AAna Magdalene) von Dehn (1904–1996), Dr. phil., Prof.[5]  d. Zoologie Univ. München
            - Heinrich von Dehn (1909–1944), Landwirt[6]

        - Karl (Carl) Heinrich von Dehn (1816–1878), kais. russ. Generalleutnant, Gründer des VI. Hauses Kono
          - Elisabeth von Dehn (1849–1930), auf Karritz (Estland); ⚭ Otto von Dehn-Kieckel (1849–1899), kais. russ. Staatsrat
          - Nikolai von Dehn (1854–1902), kais. russ. Oberst, auf Kono u. Errinal; ⚭ (I.) Martha von Harpe (1865–1889)
            - Heinrich von Dehn (1885–1953), kais. russ. Rittmeister, auf Kono u. Errinal; ⚭ Beate von Gruenewaldt-Haakhof

## Linie Livland
Der Stammvater der livländischen Linie ist Elias Dehn (1719–1759), er war Kaufmann und Mitglied der Großen Gilde. Sein Vater war Arnold Dehn (1671–1723), der in Reval Ältermann der Großen Gilde war. Der Sohn von Elias war Eberhard Dehn (1753–1828), der Rittmeister der Schwarzhäupter war und am 19. Januar 1789 in den russischen Adelsstand erhoben wurden, sie trugen das Adelsprädikat „von“ Dehn.
Elias Dehn (1719–1759), Wortführer der Großen Gilde in Reval, Stammvater der Linie Livland und Estland ⚭ 1751 Anna Christina zur Mühlen (1731–1778)
- Eberhard von Dehn (1753–1828), Rittmeister der Schwarzhäupter, 1789 Erhebung in den russischen Adelsstand ⚭ 1796 Katharina Elisabeth Sprint (1771–1815)
  - Thomas Adolf von Dehn (1796–1825), Pastor zu St. Johannis, Sekretär des Kreisgerichts Fellin ⚭ 1822 Emilie Baranius (1799–1862)
    - August von Dehn (* 1823 in Fellin; † 1889 in Lehowa[7]), Kreisrichter, 1860 livländisches Indigenat ⚭ 1852 Marie Schneider (1831–1871)
      - Max von Dehn (1853–1905), Beamter d. Livl. Kreditvereins
      - Mary (Marie) von Dehn (1855–1928) ⚭ Max von zur Mühlen (1850–1918)
      - Arthur Hugo von Dehn (1856–1902) ⚭ 1886 Elisabeth von zur Mühlen (1863–1919)
      - Hartwig Eduard Adolph von Dehn (1858–1901), Landgerichtsassessor ⚭ Anna Maria Berg (1871–1940); Nachfahren
      - Konrad (Conrad) Axel Ernst von Dehn (1860–1927) ⚭ 1891 Therese Wegener (1870–1960); Nachfahren
      - Erwin von Dehn (1862–1949), Pastor; ⚭ Bertha Speer (1873–1924); Nachfahren
      - Paul von Dehn (1864–1922), Untersuchungsrichter; ⚭ Euphrosine Swerew; Nachfahren
      - Wilhelm von Dehn (1866–1932), Arzt; ⚭ Elisabeth Schneider; Nachfahren

## Besitzungen
- Seliküla/Selliküll – Rittergut im Kirchspiel Järva-Jaani/St. Johannis, Jerwen,
- Emumäe/Emmomäggi – Rittergut im Kirchspiel Simuna/St. Simonis, Kreis Virumaa/Wierland[8],
- Das im Jahre 1709 gegründete Gut Weltz gehörte lange der Familie von Dehn. Das zweistöckige sauber gefugte Hauptgebäude aus rotem Ziegelstein wurde um 1900 gebaut[9],
- Das im Jahre 1540 gegründete Gut Raggafer hatte mehrere Eigentümer[10],
- Das Gut Kieckel wurde im 17. Jh. gegründet und gehörte den Adelsfamilien von Rosen und von Dehn[11],
- Das Gut Kono wurde erstmals 1547 erwähnt und gehörte der Adelsfamilie von Dehn fast mehr als 200 Jahre[12].